# مدار ۱۵ درجه شمالی
مدار ۱۵ درجه شمالی، دایره‌ای از عرض جغرافیایی است که در ۱۵ درجهٔ شمالی خط استوا  قرار دارد.

## گذر از مناطق
از نصف‌النهار مبدأ شروع می‌شود و به سمت مشرق ۱۵ درجه شمالی از موارد زیر گذر می‌کند:
| مختصات‌ها                                             | کشور، قلمرو یا دریا  | توضیحات |
| ---------------------------------------------------- | -------------------- | --- |
| ۱۵°۰′ شمالی ۰°۰′ شرقی / ۱۵٫۰۰۰°شمالی ۰٫۰۰۰°شرقی      | مالی                 | This part of Mali has declared independence as ازواد                                                                                 |
| ۱۵°۰′ شمالی ۱°۰′ شرقی / ۱۵٫۰۰۰°شمالی ۱٫۰۰۰°شرقی      | نیجر                 | |
| ۱۵°۰′ شمالی ۱۳°۵۱′ شرقی / ۱۵٫۰۰۰°شمالی ۱۳٫۸۵۰°شرقی   | چاد                  | |
| ۱۵°۰′ شمالی ۲۲°۴۷′ شرقی / ۱۵٫۰۰۰°شمالی ۲۲٫۷۸۳°شرقی   | سودان                | |
| ۱۵°۰′ شمالی ۳۶°۲۷′ شرقی / ۱۵٫۰۰۰°شمالی ۳۶٫۴۵۰°شرقی   | اریتره               | |
| ۱۵°۰′ شمالی ۴۰°۳۲′ شرقی / ۱۵٫۰۰۰°شمالی ۴۰٫۵۳۳°شرقی   | دریای سرخ            | |
| ۱۵°۰′ شمالی ۴۲°۵۳′ شرقی / ۱۵٫۰۰۰°شمالی ۴۲٫۸۸۳°شرقی   | یمن                  | |
| ۱۵°۰′ شمالی ۵۰°۲۶′ شرقی / ۱۵٫۰۰۰°شمالی ۵۰٫۴۳۳°شرقی   | اقیانوس هند          | دریای عرب |
| ۱۵°۰′ شمالی ۷۴°۱′ شرقی / ۱۵٫۰۰۰°شمالی ۷۴٫۰۱۷°شرقی    | هند                  | گوا کارناتاکا آندرا پرادش |
| ۱۵°۰′ شمالی ۸۰°۳′ شرقی / ۱۵٫۰۰۰°شمالی ۸۰٫۰۵۰°شرقی    | اقیانوس هند          | خلیج بنگال · گذرکردن از شمال جزیرهٔ Preparis, میانمار · دریای آندامان                                                                 |
| ۱۵°۰′ شمالی ۹۷°۴۷′ شرقی / ۱۵٫۰۰۰°شمالی ۹۷٫۷۸۳°شرقی   | میانمار (Burma)      | |
| ۱۵°۰′ شمالی ۹۸°۱۳′ شرقی / ۱۵٫۰۰۰°شمالی ۹۸٫۲۱۷°شرقی   | تایلند               | |
| ۱۵°۰′ شمالی ۱۰۵°۳۵′ شرقی / ۱۵٫۰۰۰°شمالی ۱۰۵٫۵۸۳°شرقی | لائوس                | |
| ۱۵°۰′ شمالی ۱۰۷°۲۸′ شرقی / ۱۵٫۰۰۰°شمالی ۱۰۷٫۴۶۷°شرقی | ویتنام               | |
| ۱۵°۰′ شمالی ۱۰۸°۵۵′ شرقی / ۱۵٫۰۰۰°شمالی ۱۰۸٫۹۱۷°شرقی | دریای جنوبی چین      | گذرکردن از جنوب disputed Scarborough Shoal                                                                                           |
| ۱۵°۰′ شمالی ۱۲۰°۳′ شرقی / ۱۵٫۰۰۰°شمالی ۱۲۰٫۰۵۰°شرقی  | فیلیپین              | جزیرهٔ لوزون |
| ۱۵°۰′ شمالی ۱۲۱°۳۳′ شرقی / ۱۵٫۰۰۰°شمالی ۱۲۱٫۵۵۰°شرقی | اقیانوس آرام         | Polillo Strait |
| ۱۵°۰′ شمالی ۱۲۱°۴۹′ شرقی / ۱۵٫۰۰۰°شمالی ۱۲۱٫۸۱۷°شرقی | فیلیپین              | جزیرهٔ Polillo |
| ۱۵°۰′ شمالی ۱۲۲°۳′ شرقی / ۱۵٫۰۰۰°شمالی ۱۲۲٫۰۵۰°شرقی  | اقیانوس آرام         | دریای فیلیپین |
| ۱۵°۰′ شمالی ۱۴۵°۳۵′ شرقی / ۱۵٫۰۰۰°شمالی ۱۴۵٫۵۸۳°شرقی | جزایر ماریانای شمالی | جزیرهٔ تینیان |
| ۱۵°۰′ شمالی ۱۴۵°۴۰′ شرقی / ۱۵٫۰۰۰°شمالی ۱۴۵٫۶۶۷°شرقی | اقیانوس آرام         | Passing north of Bokak Atoll, جزایر مارشال                                                                                           |
| ۱۵°۰′ شمالی ۹۲°۴۳′ غربی / ۱۵٫۰۰۰°شمالی ۹۲٫۷۱۷°غربی   | مکزیک                | |
| ۱۵°۰′ شمالی ۹۲°۸′ غربی / ۱۵٫۰۰۰°شمالی ۹۲٫۱۳۳°غربی    | گواتمالا             | |
| ۱۵°۰′ شمالی ۸۹°۱۱′ غربی / ۱۵٫۰۰۰°شمالی ۸۹٫۱۸۳°غربی   | هندوراس              | |
| ۱۵°۰′ شمالی ۸۳°۲۵′ غربی / ۱۵٫۰۰۰°شمالی ۸۳٫۴۱۷°غربی   | نیکاراگوئه           | حدود 11km |
| ۱۵°۰′ شمالی ۸۳°۱۸′ غربی / ۱۵٫۰۰۰°شمالی ۸۳٫۳۰۰°غربی   | هندوراس              | |
| ۱۵°۰′ شمالی ۸۳°۹′ غربی / ۱۵٫۰۰۰°شمالی ۸۳٫۱۵۰°غربی    | دریای کارائیب        | Passing between دومینیکا and مارتینیک (فرانسه)                                                                                       |
| ۱۵°۰′ شمالی ۶۱°۱۵′ غربی / ۱۵٫۰۰۰°شمالی ۶۱٫۲۵۰°غربی   | اقیانوس اطلس         | |
| ۱۵°۰′ شمالی ۲۴°۲۸′ غربی / ۱۵٫۰۰۰°شمالی ۲۴٫۴۶۷°غربی   | کیپ ورد              | جزیرهٔ Fogo |
| ۱۵°۰′ شمالی ۲۴°۱۸′ غربی / ۱۵٫۰۰۰°شمالی ۲۴٫۳۰۰°غربی   | اقیانوس اطلس         | |
| ۱۵°۰′ شمالی ۲۳°۴۴′ غربی / ۱۵٫۰۰۰°شمالی ۲۳٫۷۳۳°غربی   | کیپ ورد              | جزیرهٔ Santiago |
| ۱۵°۰′ شمالی ۲۳°۲۷′ غربی / ۱۵٫۰۰۰°شمالی ۲۳٫۴۵۰°غربی   | اقیانوس اطلس         | |
| ۱۵°۰′ شمالی ۱۷°۴′ غربی / ۱۵٫۰۰۰°شمالی ۱۷٫۰۶۷°غربی    | سنگال                | |
| ۱۵°۰′ شمالی ۱۲°۲۸′ غربی / ۱۵٫۰۰۰°شمالی ۱۲٫۴۶۷°غربی   | موریتانی             | |
| ۱۵°۰′ شمالی ۱۱°۴۸′ غربی / ۱۵٫۰۰۰°شمالی ۱۱٫۸۰۰°غربی   | مالی                 | The territory east of ۱۵°۰′ شمالی ۴°۴۵′ غربی / ۱۵٫۰۰۰°شمالی ۴٫۷۵۰°غربی (approximate co-ordinates) has declared independence as ازواد |
| ۱۵°۰′ شمالی ۰°۵۰′ غربی / ۱۵٫۰۰۰°شمالی ۰٫۸۳۳°غربی     | بورکینافاسو          | |
| ۱۵°۰′ شمالی ۰°۲′ غربی / ۱۵٫۰۰۰°شمالی ۰٫۰۳۳°غربی      | مالی                 | This part of Mali has declared independence as ازواد                                                                                 |